# 帕爾杜比采縣

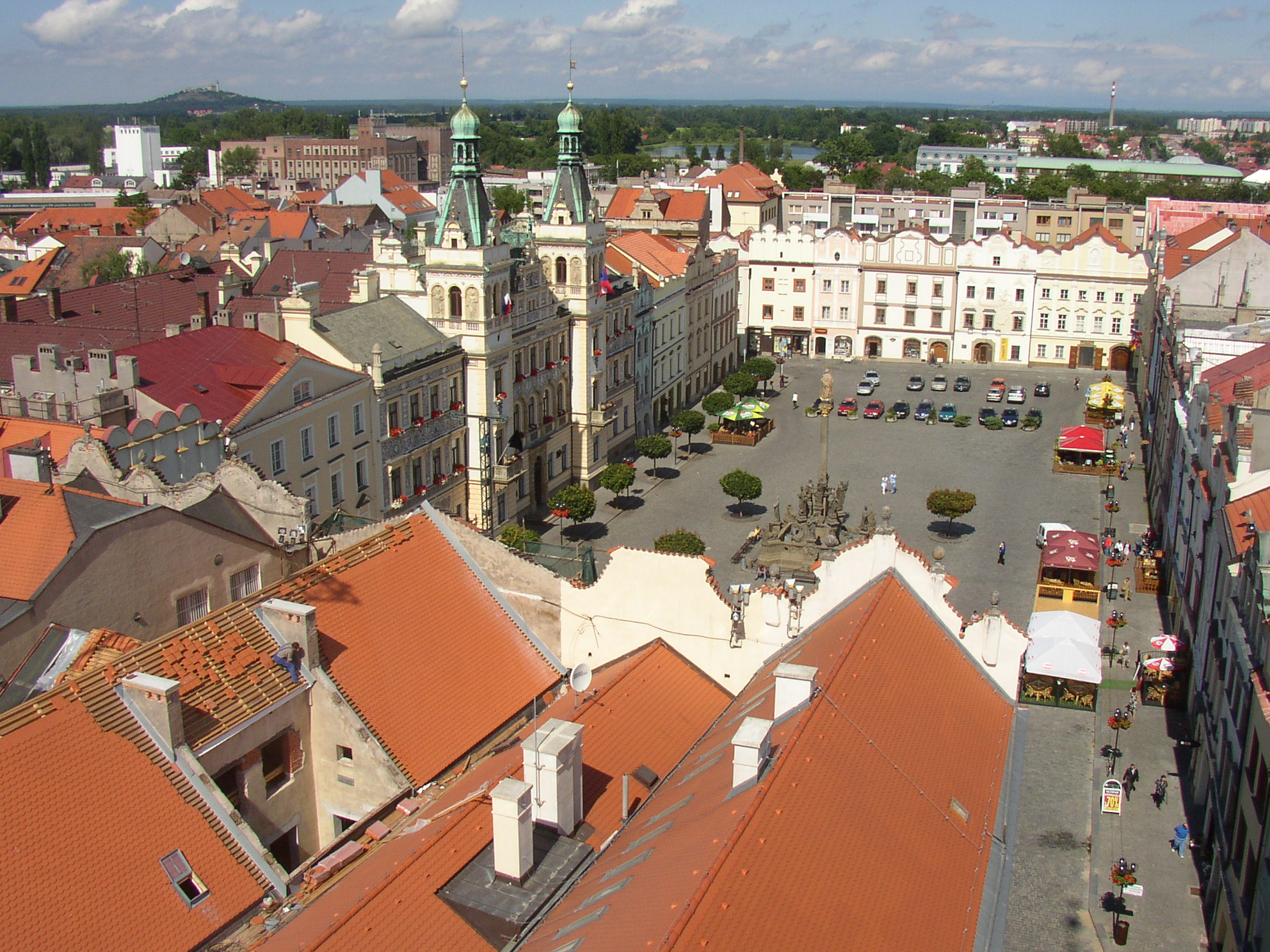

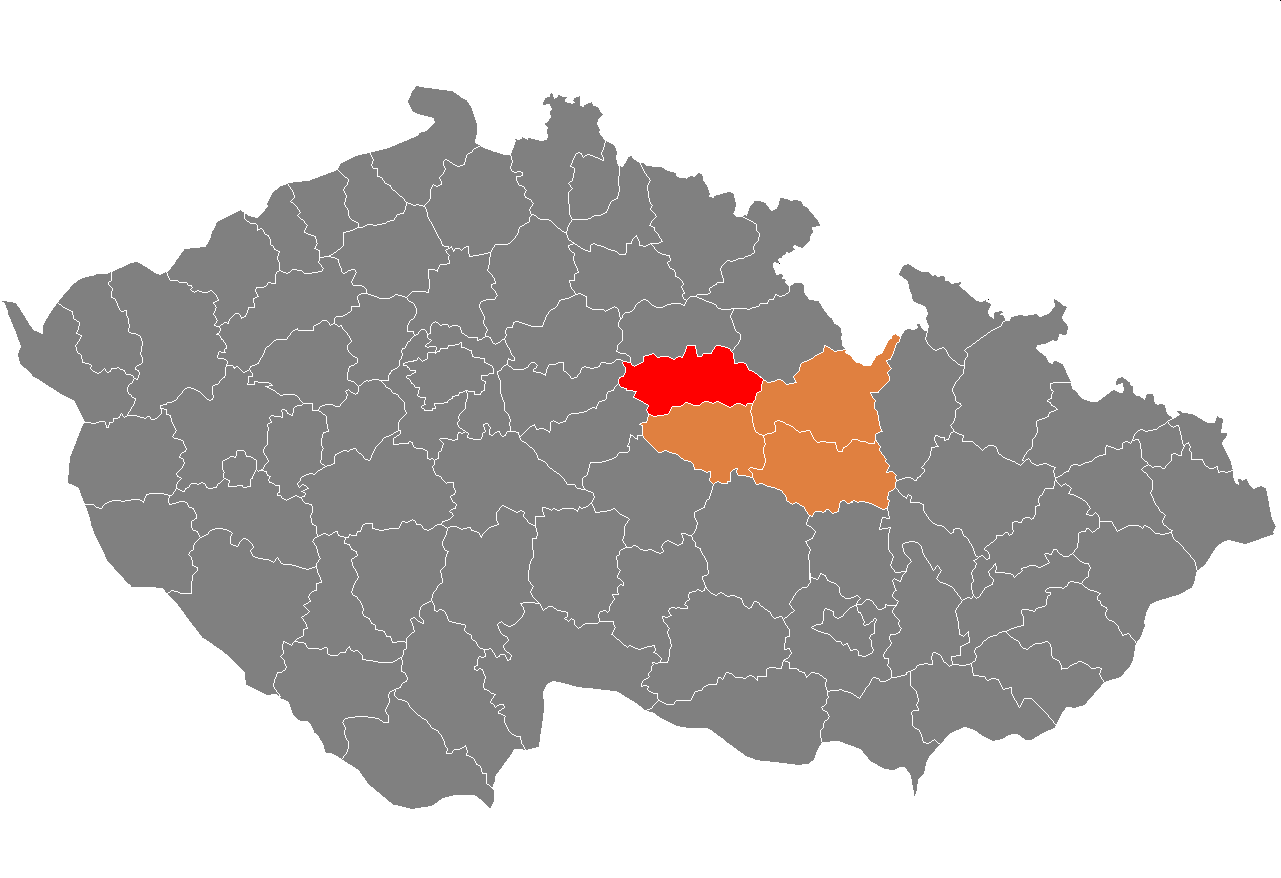

50°2′16″N 15°46′51″E / 50.03778°N 15.78083°E
帕爾杜比采縣（捷克語：Okres Pardubice），是捷克的縣份，位於該國北部，由帕爾杜比采州負責管轄，首府設於帕爾杜比采，面積340平方公里，2007年人口160,603，人口密度每平方公里182人。